# Moinworld
Moinworld e. V. (abgeleitet von „Hello world“ und „Moin“) ist ein gemeinnütziger Verein, der 2017 in Hamburg gegründet wurde und die aus der lokalen Women Techmakers Community hervorgegangen ist. Moinworld möchte mit der Vereinsarbeit einen Beitrag dazu leisten, den Anteil an Frauen in Informationstechnologien (IT) zu erhöhen.

## Ziele
Die Wirkungsbereiche des Vereins setzen an den Gründen an, warum Frauen dem Feld IT fern bleiben. Ein wichtiger Grund liegt in der Sozialisierung von Mädchen. Daher verbindet der Verein seine Aktivitäten zur Bildung von Mädchen im Bereich Informatik auch mit der Aufklärung über Unconscious Biases.

## Aktivitäten
Der Verein bietet Bildung im Bereich IT sowie Networking Events für Frauen und Mädchen an. Dazu gehören insbesondere Programmierkurse und Workshops, in denen für unbewusste Vorurteile sowie für die Selbstwahrnehmung sensibilisiert wird. Die Bildungsangebote finden sowohl schulisch als auch außerschulisch statt. Dabei kooperiert der Verein unter anderem mit der Help Alliance der Lufthansa-Gruppe. Seit 2020 führt der Verein Summer Camps durch, welche sich an ältere Mädchen richten mit dem Ziel eine Berufsorientierung im Bereich IT zu bieten. Seit 2020 gibt es zudem ein Mentoring Programm für Mitglieder des Vereins.
Moinworld bietet jedes Jahr zum Girls’ Day und zur Codeweek kostenlose Veranstaltungen für Mädchen an. 2022 wurde zwei Mädchen eine Teilnahme an der Python Konferenz in Berlin ermöglicht.

## Auszeichnungen
Moinworld erhielt 2019 den von der Stadt Hamburg verliehenen Innovation in Digital Equality Award für Chancengleichheit und Sichtbarkeit von Frauen.
Ebenfalls 2019 erhielt moinworld den ITEC Cares Award des IT-Executive Club von Hamburg@work.
- IDEA Award[8]
- ITEC Cares Award[9]